# Moulin neuf d'Espiet
Le moulin neuf d'Espiet est située dans la commune éponyme, dans le département de la Gironde, en France.

## Localisation
Le moulin neuf d'Espiet se trouve le long de la route vicinale La Borie de Castagnay qui part de la RD 238, deux kilomètres au sud de l'intersection avec la RD 936 (Saint-Quentin-de-Baron à l'ouest et Tizac-de-Curton à l'est) au lieu-dit Lestrille. Après 500 m sur la route vicinale, une bifurcation mène, à gauche, vers l'église d'Espiet et, à droite, vers le moulin.

## Historique et description
| - Façade du moulin |

|  |

La construction de ce moulin remonte au XIVe siècle, et il y a même trace d'un appareillage gallo-romain visible à l'angle est de la bâtisse. Le moulin a été remanié à la fin du XVe siècle. Une roue verticale d'environ 5 mètres de diamètre, aujourd'hui disparue, entrainait deux paires de meules, encore en place. le système a fonctionné jusqu'en 1950.
Le moulin fut la possession pendant plusieurs siècles de l'abbaye de La Sauve-Majeure. Aujourd'hui, c'est une propriété privée.
L'édifice a été inscrit au titre des monuments historiques par arrêté du 7 janvier 1926.
La description du moulin par Léo Drouyn :
« 
Dans la paroisse d'Espiet, sur le bord d'un charmant ruisseau qui se jette dans la Dordogne au-dessous de Moulon, existent plusieurs moulins dont le plus remarquable est le Moulin-Neuf. Caché dans un site ravissant, au fond d'une vallée très étroite, bordée d'un côté par des rochers surmontés de grands arbres et de l'autre par un bois de haute-futaie, il ne se révèle au touriste que par son tic-tac monotone et le bruit sourd de sa roue. Si l'on est tenté de le visiter, M. Fayet se fait un plaisir d'ouvrir toutes les portes, et l'on se retire charmé de la beauté du  paysage, de l'ordre qui règne dans cette petite usine, et surtout de l'hospitalité du propriétaire. 
Je ne sais à qui le Moulin-Neuf appartenait pendant le moyen âge, mais il est probable que c'est à l'Abbaye de La Sauve-Majeure. Les croix qui surmontent les murs de façade paraissent venir à l'appui de cette opinion : d'ailleurs, Amat, archevêque de Bordeaux, avait, à la fin du XIe siècle, confirmé à cette abbaye la possession de l'église Notre-Dame d'Espiet, voisine du moulin. 
En 1330, la justice haute et basse de la paroisse d'Espiet fut donnée par Edouard III, roi d'Angleterre, à Arnaud de Curton (Rôles Gascons), dont le château est situé dans les environs. 
La première construction de ce moulin paraît remonter au commencement du XIVe siècle, mais il a été presque entièrement remanié à la fin du XVe siècle ou au commencement du XVIe siècle. Son plan est de forme barlongue. Un pilier central en pierre sert à supporter les poutres des planchers et celles de la toiture, du moins celle de l'ancienne toiture, qui n'existe plus. 

| - Plan du moulin par Léo Drouyn (1859). |

Le plan que voici, relevé à la même échelle que celui du moulin de Bagas, est pris au rez-de-chaussée, excepté la portion teintée avec une seule hachure, qui appartient au premier étage; elle se trouve être à la vérité le rez-de-chaussée lorsqu'on arrive par le sud, où est la prise d'eau, dont la chute est de 4 mètres environ. 
On entre dans le bas du moulin par deux portes, une à l'est (A), entre deux petites fenêtres ou meurtrières très-évasées en dedans; elle doit être moderne. L'autre porte est au nord, en B; elle est protégée par un moucharaby, qui est desservi par le premier étage. Un balcon-mâchicouli tourne autour de l'angle nord-est du moulin et d'un contrefort assez saillant s'avançant à l'ouest de la porte, qui se trouve ainsi très-bien protégée. 

|  |

|  |

À l'angle nord-ouest s'avancent deux autres gros contreforts qui servent d'appui à un autre balcon- mâchicouli. Ces balcons sont indiqués sur le plan par des lignes ponctuées. Deux cages de latrines sur consoles font saillie sur cette façade : l'une est au rez-de-chaussée et l'autre au premier étage. On se rend dans la première par un long corridor pris dans l'épaisseur du mur. Ce corridor se dirige aussi vers la porte; mais, lors de ma visite, il était si encombré, que je n'ai pu y pénétrer. Sur la façade occidentale s'ouvrent deux meurtrières, dessinées à l'extérieur par une simple ligne verticale. Là aussi s'avancent deux contreforts dont l'amortissement est à la hauteur du sol du premier étage, qui est restauré à la moderne. Tout ce qu'il pouvait avoir d'intéressant a disparu sous des meubles ou du badigeon. La cheminée a été refaite, et son tuyau, qui paraît au-dessus du mur de l'est, prend la forme d'une colonne ronde sur un socle carré surmonté aux angles de petites pyramides. 
On arrive dans le premier étage par une porte (C) qui s'ouvre entre deux contreforts, et à l'entrée d'un long corridor, à l'extrémité duquel est une petite chambre servant à protéger une porte percée dans l'angle sud-ouest. De petites ouvertures en meurtrières, prenant leur jour au sud, éclairent ce corridor. Les fenêtres de l'est ont été refaites, de même que les ouvertures du nord, à côté desquelles on voit des restes évidents d'une ancienne construction. A l'ouest, des fenêtres en croix du XVe siècle ont été murées, et l'on a percé à côté des fenêtres modernes. Au sud, le mur est moins épais que partout ailleurs, et cette épaisseur diminue encore en se dirigeant vers l'est. 
L'angle sud-ouest est à pan coupé; et dans le même angle, à l'intérieur, s'avance un gros massif de maçonnerie plein et très-solidement construit (D), ce qui fait supposer qu'on craignait des éboulements de ce côté. Près de ce massif s'ouvre une porte conduisant du rez-de-chaussée au premier étage ; elle est au sommet d'un escalier (E) rampant contre le mur du sud à l'intérieur. 
Les murs sud et nord s'élèvent au-dessus des toitures. Leur sommet horizontal est couvert par un dallage à double égout. Chacun d'eux est orné de trois croix semblables, servant d'antéfixe, placées sur les angles et au milieu du faîte. Elles produisent un charmant effet. Leur date remonte à la reconstruction du moulin. 
Il est probable que le Moulin-Neuf, comme les autres monuments de la même espèce, avait un second étage; mais il n'en reste rien. Tel qu'il est, d'ailleurs, c'est un des plus intéressants du département de la Gironde. 
À un kilomètre en aval, dans la même paroisse d'Espiet, existe un autre moulin remontant aussi au XIVe siècle : c'est le Moulin-Battant ou de Monfrange. Son plan a 12 mètres de long sur 9 mètres de large. Il a deux meules, qui sont mises en mouvement par une roue et un rouet: On ma dit qu'autrefois il servait à fabriquer du drap grossier, qu'on appelait droguet. On m'a assuré, d'ailleurs, que tous les moulins portant le nom de battant servaient à cet usage. 
La grande porte, qui est au nord, est en plein-cintre; elle était protégée par un moucharaby dans lequel on arrivait par une ouverture en plein-cintre également. L'ouverture d'aval du coursier, au nord-est, a la même forme. Les latrines, en saillie sur deux consoles, au premier étage, étaient  juste au-dessus de cette ouverture. Les anciennes fenêtres, qui existent encore, sont très-petites et forment des parallélogrammes verticaux. 
Toute la partie sud est refaite, ainsi qu'une bonne portion du mur tourné vers le sud-ouest. Ces diverses restaurations enlèvent à ce moulin presque tout son intérêt. 
 »